# Rada Narodowa (Namibia)

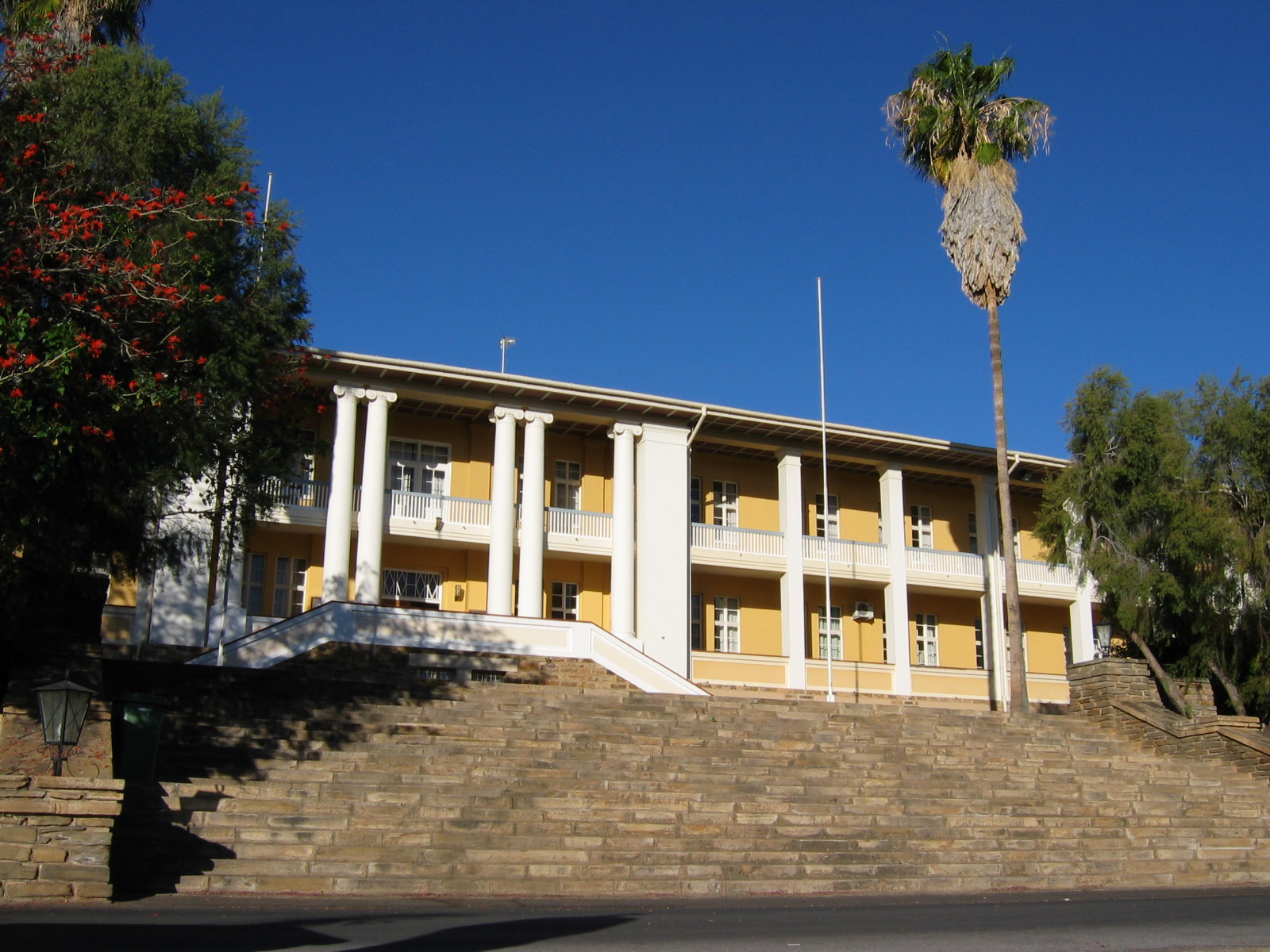
Budynek parlamentu w Windhuku

Rada Narodowa (ang. National Council, niem. Nationalrat) – izba wyższa parlamentu namibijskiego, składająca się z 26 deputowanych wybieranych w wyborach pośrednich. 
Według konstytucji Republiki z 1990 Izba ma charakter doradczy i składa się z 26 członków wybieranych przez 13 legislatur regionalnych (po dwóch każda). Podobnie jak izba niższa – Zgromadzenie Narodowe – ma swą siedzibę w tzw. Pałacu Atramentowym (niem. Tintenpalast). Obecnie przewodniczącym Rady Narodowej jest Asser Kapere.

## Podział mandatów
| Partie | 1992 | 1998 | 2004 |
| ------ | ---- | ---- | ---- |
| SWAPO  | 19   | 21   | 24   |
| DTA    | 6    | 4    | 1    |
| UDF    | 1    | 1    | 1    |
|        | 26   | 26   | 26   |